# En beau country
 (février 2025).
Si vous disposez d'ouvrages ou d'articles de référence ou si vous connaissez des sites web de qualité traitant du thème abordé ici, merci de compléter l'article en donnant les références utiles à sa vérifiabilité et en les liant à la section « Notes et références ».
Albums de Les Trois Accords
Grand Champion international de course
(2006) Dans mon corps
(2009)
En beau country est un album du groupe québécois Les Trois Accords enregistré en public et sorti en 2008. Majoritairement composé de reprises arrangées du groupe, un hommage est rendu au groupe Bill Monroe au travers de la chanson Footprints in the Snow, traduite en français Traces de pied dans la neige pour l'occasion.

## Liste des titres
| No  | Titre                        | Durée |
| --- | ---------------------------- | ----- |
| 1.  | Intro                        | 2:15  |
| 2.  | Loin d'ici                   | 5:16  |
| 3.  | Bac à fleurs                 | 3:34  |
| 4.  | La lune éclairait ton cou    | 5:08  |
| 5.  | Youri                        | 4:16  |
| 6.  | M'as-tu dis ?                | 3:43  |
| 7.  | Ton avion                    | 3:19  |
| 8.  | Tracteur                     | 1:48  |
| 9.  | Tu                           | 4:20  |
| 10. | Traces de pied dans la neige | 3:17  |
| 11. | Saskatchewan                 | 5:42  |
| 12. | Vraiment beau                | 3:39  |
| 13. | Nicole                       | 3:56  |
| 14. | Lucille                      | 4:46  |
| 15. | St-Cyrille De Wendover       | 3:22  |
| 16. | Grand Champion               | 3:30  |